# Erich von Reden (Politiker)
Erich Louis Friedrich Ferdinand von Reden (* 3. Dezember 1840 in Hameln; † 1. Februar 1917 in Hannover) war Jurist, Rittergutsbesitzer und Mitglied des Deutschen Reichstags.

## Leben
Reden besuchte bis 1858 das Gymnasium in Lüneburg und studierte von 1859 bis 1862 Rechtswissenschaften an den Universitäten Göttingen und Heidelberg. 1859 wurde er Mitglied des Corps Bremensia Göttingen. 1860 schloss er sich dem Corps Vandalia Heidelberg an. Von 1870 bis 1878 war er kommissarischer Stellvertreter des Kronanwalts und ab 1878 Obergerichtsrat. Zwischen 1879 und 1887 war er Landesgerichtsrat und von 1887 bis 1899 Oberlandesgerichtsrat, letztlich von 1899 bis 1908 Senatspräsident beim Oberlandesgericht Celle. In Lüne vor Lüneburg besaß er ein Rittergut.
Von 1874 bis 1878 war er Mitglied des Deutschen Reichstags für den Wahlkreis Provinz Hannover 16 (Lüneburg) und die Nationalliberale Partei, von 1881 bis 1884 und von 1887 bis 1893 Abgeordneter für den Wahlkreis Hannover 9 (Hameln, Linden Land, Springe).

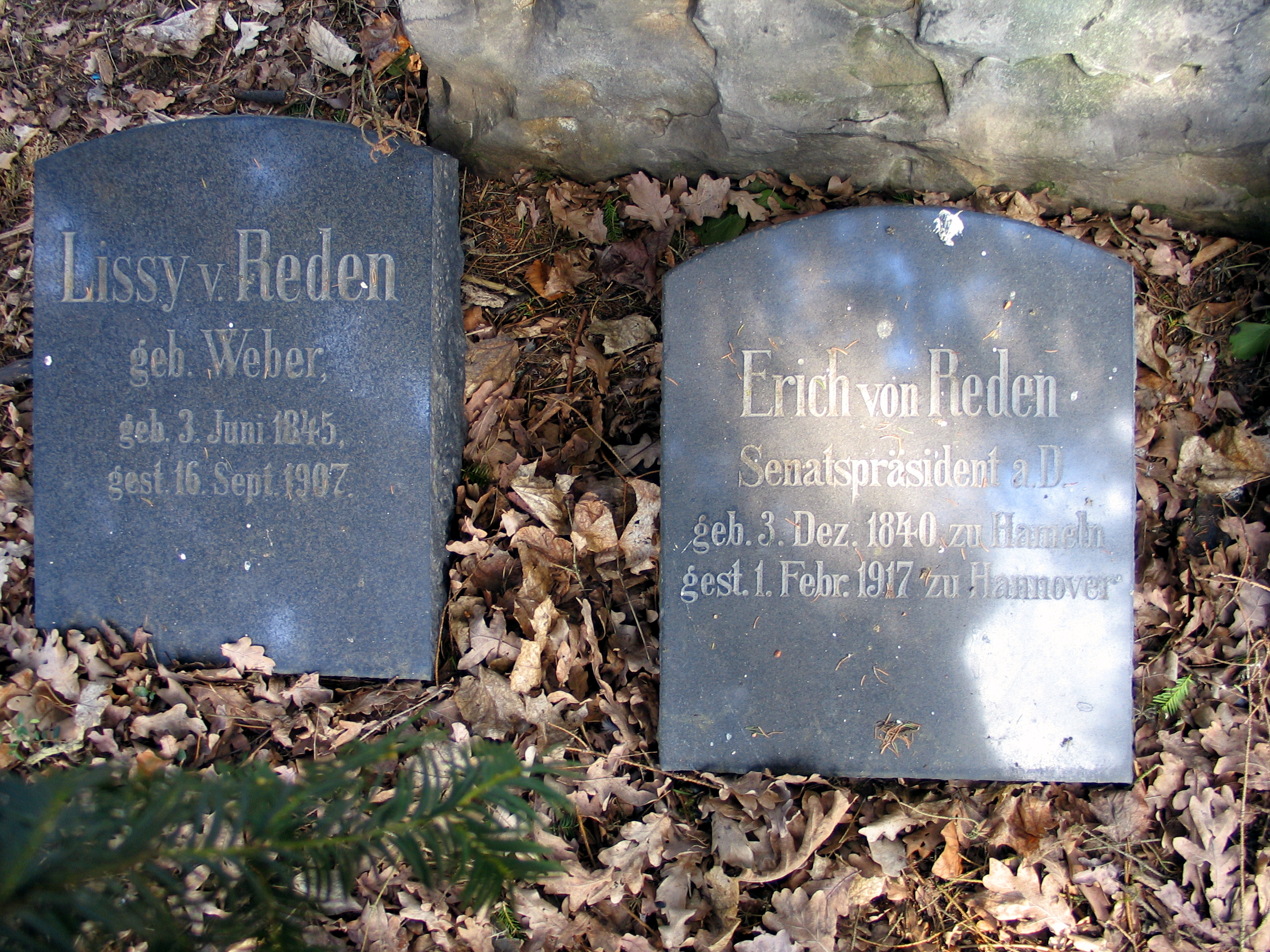
Grabstein von Erich von Reden auf dem Hehlentorfriedhof in Celle